# Ольха (Житомирская область)
О́льха (укр. Ві́льха) — село на Украине, основано в 1870 году, находится в Романовском районе Житомирской области.
Население по переписи 2001 года составляет 730 человек. Почтовый индекс — 13030. Телефонный код — 4146. Занимает площадь 332,2 км².

## Адрес местного совета
13030, Житомирская область, Романовский р-н, с.Ольха, ул.Центральная, 1